# Hvozdnica
Hvozdnica (Hongaars:Fűrészfalu) is een Slowaakse gemeente in de regio Žilina, en maakt deel uit van het district Bytča.
Hvozdnica telt 1139 inwoners.